# 弗雷谢达
弗雷谢达是葡萄牙布拉干萨区的一个堂区。总面积11.45平方公里，总人口115人，人口密度10人/平方公里。